# Fibus Lavin
Fibus Aron Teodor Lavin (engl. Phoebus Levene; Žagare, 25. februar 1869 — Njujork, 6. septembar 1940) je litvansko-američki biohemičar koji je izučavao strukturu i funkciju nukleinskih kiselina. On je karakterisao različite forme nukleinskih kiselina, DNK i RNK, i utvrdio da DNK sadrži adenin, guanin, timin, citozin, dezoksiribozu, i fosfatnu grupu.

## Literatura
- Levene PA, La Forge FB (1915). „On Chondrosamine”. Proc. Natl. Acad. Sci. U.S.A. 1 (4): 190—1. PMC 1090774 . PMID 16575974. doi:10.1073/pnas.1.4.190.
- Tipson RS (1957). „Phoebus Aaron Theodor Levene, 1869–1940”. Adv Carbohydr Chem. 12: 1—12. PMID 13617111.
- Kay, Lily E. (1992). The Molecular Vision of Life: Caltech, the Rockefeller Foundation, and the Rise of the New Biology. Oxford University Press. стр. 104–116.  0-19-505812-7.